# تاریخ نظامی هلند در طول جنگ جهانی دوم
تاریخ نظامی هلند در طول جنگ جهانی دوم هلند در ۱۰ مه ۱۹۴۰ وارد جنگ جهانی دوم شد، زمانی که نیروهای مهاجم آلمانی به سرعت کشور را تسخیر کردند. در ۷ دسامبر ۱۹۴۱، پس از حمله به پرل هاربر، دولت هلند در تبعید نیز به ژاپن اعلام جنگ کرد. عملیات مارکت گاردن که در سال ۱۹۴۴ آغاز شد، بخش‌های جنوبی و شرقی کشور را آزاد کرد، اما آزادی کامل تا زمان تسلیم آلمان در ۵ مه ۱۹۴۵ اتفاق نیفتاد.